# Narciso Hurtado de Córdoba
Narciso Hurtado de la Fuente (Madrid, 25 de junio de 1927 - Palma de Mallorca, 26 de enero de 2019), más conocido como Narciso Hurtado de Córdoba fue un bailarín y coreógrafo español, que triunfó especialmente en Argentina, donde fundó en los años 50 su compañía "Ballet Español Hurtado de Córdoba". Aunque prácticamente desconocido hoy en día en su tierra natal, realizó varias giras internacionales por Hispanoamérica, Norteamérica y Europa.

## Biografía
Niño prodigio, a los 11 años actuaba ya en una compañía infantil de zarzuela, Balalaika, hasta que las autoridades le prohibieron actuar debido a su corta edad. Más adelante, su padre le permitió formase como bailarín a condición de que, si en un año no lo lograba, debía abandonarlo para dedicarse al negocio del automovilismo. No solo no le fue mal, sino que con 16 años era primer bailarín. 
Sus maestros fueron Paquita Pagán y Ángel Pericet , siendo contratado tras terminar sus estudios por la afamada cantante y actriz Concha Piquer. Debutó en su compañía con “Cabalgata”, donde conoció a Amalia de Isaura, con la que convivió estrechamente. De España pasó a Argentina, donde permaneció de 1944 a 1947, presentándose por primera vez al público de Buenos Aires en el Teatro Cómico.
Posteriormente, inició una gira por varios países de América con la compañía de Joséphine Baker, bailarina, cantante y actriz francesa de origen afroamericano, considerada la primera vedette convertida en una estrella internacional. Con ella viajaría a México, Perú, Venezuela y La Habana, luego a Norteamérica y más tarde a España, donde iniciarían la gira por Europa: Francia, Italia, Suiza, Bélgica y Holanda.
En 1951 fue contratado para actuar en el espectáculo “Romería”, donde actuaban, también, las hermanas Guerrero. Emprendería así su segundo viaje por Argentina, actuando en Rosario, Córdoba, Santa Fe, Mendoza y San Juan.
Después de la gira  “Romería”, actuó en varias salas de Buenos Aires, como en el Teatro Maipo, con “Goyescas”, antes de crear su propio Ballet, el “Ballet Español”, donde trabajó no sólo como bailarín, sino también como escenógrafo, figurinista, coreógrafo, etc. Con él debutó en el Teatro Odeón de Mar del Plata, destruido por un incendio en 1955, donde hoy se levanta el Teatro Enrique Carreras, para pasar luego al Gran Splendid de Buenos Aires.
En una entrevista confesaba que su baile talismán era “Córdoba” de Isaac Albéniz, por lo que quizás eligió por ello Córdoba como nombre artístico. También eran sus predilectos el “Bolero” y la “Malagueña”.
Participó también en varias películas:
-España: Llegada de noche (1949) 
-Argentina: Somos todos inquilinos (1954),y Te quiero para mí (1944).
-México: El precio de la gloria (1949) y El amor prohibido (1958).
-Inglaterra: El nuevo caso del inspector Clouseau (1964).
Falleció a los 91 años el 26 de enero de 2019, retirado en Palma de Mallorca, sin dejar herederos, lo que dio lugar a un pleito por parte de quien reclamaba dicha herencia. Pese a ello, al no demostrar sus derechos, finalmente se resolvió a favor del Consejo Insular de Mallorca y el Ayuntamiento de Palma de Mallorca. 

## Fondo Narciso Hurtado de Córdoba
En agosto de 2019, una pareja madrileña encontró en el falso techo de una vivienda en la calle general Pardiñas de Madrid, dos maletas repletas de documentos y objetos personales de Narciso Hurtado de Córdoba, que posteriormente serían donados al Centro de Documentación de las Artes Escénicas y de la Música (CDAEM), donde actualmente se conservan. Su fondo está constituido por la documentación personal y profesional del bailarín, siendo las fotografías la serie más voluminosa, muchas de ellas con dedicatorias de grandes figuras internacionales en todos los ámbitos del arte. Todo ello permite estudiar la vida profesional de este gran bailarín y coreógrafo prácticamente desconocido en España, que triunfó sobre todo en Argentina.